# Tessères d'Husbishag
Husbishag Tesserae
Pour les articles homonymes, voir Husbishag.
Les tessères d'Husbishag (désignation internationale : Husbishag Tesserae) sont un ensemble de terrains polygonaux situé sur Vénus dans le quadrangle de Juno Chasma. Il a été nommé en référence à Husbishag, une déesse sémite du monde souterrain.